# Eirik Salsten
Eirik Østrem Salsten, född 17 juni 1994,  är en norsk ishockeyspelare från  Hamar. Salsten spelar i den norska elitserieklubben Storhamar och för norska landslaget. Han är son till Petter Salsten och storebror till tvillingbröderna Vetle och Håvard Salsten som båda är ishockeyspelare. Salsten blev uttagen till olympiska vinterspelen 2018 i Norges herrlandslag i ishockey.

## Karriär
- 2009–2014 Storhamar
- 2014–2015 Vålerenga
- 2015–2016 Manglerud Star
- 2016–2018 Stavanger Oilers
- 2018–         Storhamar